# 八幡村 (新潟県岩船郡)
八幡村（やわたむら）は、かつて新潟県岩船郡にあった村。

## 地理
西側は日本海に面する。

## 沿革
- 1889年（明治22年）4月1日 - 町村制施行に伴い岩船郡勝木村、上大鳥村、北田中村、北赤谷村、下大鳥村、垣之内村、板屋沢村、遠矢崎村、長坂村、上大蔵村、下大蔵村、立島村、間瀬村、碁石村、寝屋村、鵜泊村が合併し、八幡村が発足。
- 1955年（昭和30年）3月31日 - 岩船郡黒川俣村、大川谷村、中俣村、下海府村と合併し、山北村となり消滅。